# Gramoty na brzozowej korze

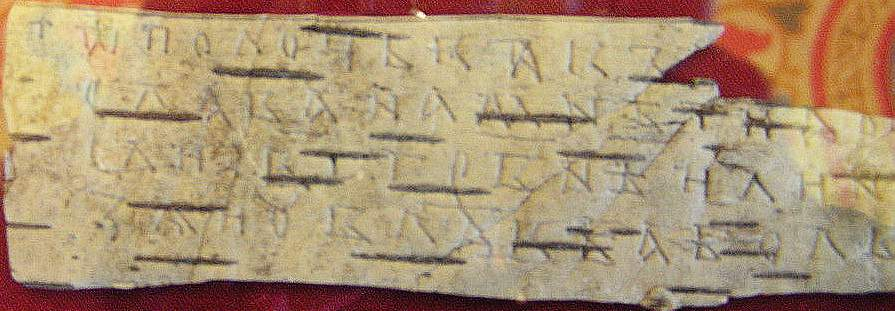
Dokument na brzozowej korze nr 155 (fragment): „Od Połczka (lub Połoczka) wziąłeś [za żonę] dziewkę Domasława, a ode mnie Domasław wziął 12 hrywien. Przyślij więc 12 hrywien. A jeśli nie przyślesz, to stanę [z tobą przed sądem] przed księciem i biskupem; wtedy przygotuj się na dużą stratę...”. Ze zbiorów Muzeum Historycznego w Moskwie.

Gramoty na brzozowej korze – typ zabytków piśmiennictwa staroruskiego, dokumenty spisane na korze brzozy, charakterystyczne dla Rusi i jej spadkobierców od XI do XV stulecia. Są także najstarszymi zachowanymi źródłami pisanymi do badań zarówno dziejów Rusi, jak i historii średniowiecznego społeczeństwa oraz życia codziennego, a także historii języka ruskiego, a później również języka rosyjskiego. Treść gramot była różna, przeważnie jednak dotyczyła spraw codziennych. Kora brzozy jako najtańszy materiał piśmienniczy była oczyszczana, podcinana i zapisywana od wewnętrznej strony za pomocą rylca. Niewielkie fragmenty gramot odnajdywano już w XIX wieku. Pierwszy czytelny dokument, który przetrwał niemal w całości, odkryto w Nowogrodzie Wielkim w 1951 roku, później gramoty na korze brzozy znaleziono też w innych miastach staroruskich.

## Odkrycie dokumentów na brzozowej korze
O istnieniu na Rusi dokumentów na korze brzozowej archeolodzy wiedzieli, zanim ta wiedza została potwierdzona przez wykopaliska archeologiczne. W klasztorze św. Sergiusza Radonieżskiego, jak pisał św. Józef Wołocki, „księgi pisano nie na kartach, lecz na korze brzozowej”. W muzeach i archiwach zachowały się dokumenty, a nawet całe kodeksy napisane na korze brzozy z XVII–XIX stuleci. Etnograf Siergiej Maksimow pisał, że widział w połowie XIX wieku taką księgę u staroobrzędowców w Mezeniu. Na brzegu Wołgi, w pobliżu Saratowa, chłopi podczas kopania kompostownika w 1930 roku znaleźli złotoordyńską kartę praw na korze brzozowej – zabytek piśmiennictwa mongolskiego. Na przełomie XIX i XX wieku krajoznawca Wasilij Pieriedolski zgromadził w prywatnym muzeum przypadkowe znaleziska gramot, z których nie dało się nic odczytać. Kolekcję Pieriedolskiego uważano za bazgroły XIX-wiecznych chłopów. W latach dwudziestych XX wieku zbiory zostały utracone .
Pierwszy czytelny dokument na korze brzozowej odkryto 26 lipca 1951 roku w Wielkim Nowogrodzie. W sprawozdaniach nowogrodzkiej ekspedycji archeologicznej w latach trzydziestych XX wieku pod kierunkiem Artiemija Arcychowskiego figurują wzmianki o równo przyciętych płatach kory brzozowej. Znalezisko utwierdziło Arcychowskiego w przekonaniu, że ekspedycja natknęła się na dokument piśmienniczy. Odkryto również rylce, zaostrzone metalowe bądź kościane patyki, znane dotąd jako narzędzia do pisania na woskowej powierzchni. Przed odkryciem dokumentów na korze brzozowej rylce błędnie identyfikowano z gwoźdźmi, szpilkami do włosów lub określano jako „przedmioty o nieznanym przeznaczeniu”. Wykopaliska zostały przerwane podczas II wojny światowej, a wznowione zostały dopiero pod koniec lat czterdziestych.
Dokument nr 1 znaleziono na stanowisku archeologicznym w nerewskiej dzielnicy Nowogrodu Wielkiego. Na treść dokumentu składał się wykaz powinności na korzyść niejakiego Fomy. Tekst został wyskrobany na korze bez użycia atramentu i pozostawał czytelny. Ekspedycja z 1951 roku odkryła również dziewięć innych dokumentów, które zostały opublikowane w prasie dopiero w 1953 roku. Przyczyną takiego opóźnienia była ideologiczna kontrola władzy nad historią.

## Liczba znalezionych dokumentów
| Miejscowość                        | Liczba                      |
| ---------------------------------- | --------------------------- |
| Dźwinogród                         | 3                           |
| Grodzisko Ruryka (Nowogród Wielki) | 1                           |
| Moskwa                             | 4                           |
| Mścisław                           | 1                           |
| Nowogród Wielki                    | 1102 (w tym ikona na korze) |
| Psków                              | 8                           |
| Stary Riazań                       | 1                           |
| Smoleńsk                           | 15                          |
| Stara Russa                        | 48                          |
| Torżok                             | 19                          |
| Twer                               | 5                           |
| Witebsk                            | 1                           |
| Wołogda                            | 1                           |
| Suma:                              | 1209                        |

Na obszarze dawnej Rusi dokumenty na brzozowej korze odnajdywano przypadkowo podczas wykopalisk archeologicznych. Największa ich ilość (ponad 91%) została odkryta w Nowogrodzie Wielkim. Według stanu na 2017 rok liczba zgromadzonych gramot wynosiła 1209 wolumenów, w których łącznie użyto około 18 tysięcy słów, stanowiących zasób słownictwa na poziomie 3400 jednostek leksykalnych .

## Ogólna charakterystyka
Z wyglądu użyty do spisania gramoty płat brzozy jest podłużny, przycięty na krawędziach. Jego rozmiar wynosi 15–40 cm długości i 2–8 cm szerokości. W całości przetrwało około 25% znalezionych dokumentów. Pozostałe fragmentarycznie lub niemal całkowicie zostały zniszczone przez ogień i suszę lub wskutek innych przyczyn, które spowodowały m.in. odbarwienie. Najczęściej jednak gramoty były niszczone celowo po przeczytaniu tekstu przez adresata: większość dokumentów wyrzucano w momencie, gdy spełniły swoje zadanie. Znaleziska te nie są więc związane z odkryciem dawnego archiwum, urzędu bądź kancelarii. Wyjątek stanowi sadyba E na Trojeckim Przedmieściu Nowogrodu Wielkiego – w miejscu siedziby znajdował się w XII wieku wspólny budynek sądu księcia i namiestnika. O praktyce celowego niszczenia korespondencji na korze brzozowej wspominał Cyryk z Nowogrodu w dwunastowiecznym dziele Pytania, w którym rozważał kwestię, czy jest grzechem chodzenie po pociętych gramotach.
Tekst gramot wydrapywano metalowym lub kościanym rylcem na wewnętrznej stronie kory. Zachowało się kilka gramot spisanych atramentem. Niewielka ilość jest zapisana po obu stronach. Gramoty z tekstem w języku staroruskim stanowią większość, nieliczne zapisano w języku cerkiewnosłowiańskim i tylko kilka w językach fińskim, greckim, niemieckim i łacińskim. Tekst gramot jest zazwyczaj krótki, mieści się w jednej linijce, w większości wypadków nie jest podzielony na słowa, na wzór średniowiecznych dokumentów słowiańskich. Większość tekstów liczy nie więcej niż 20 wyrazów, niektóre ponad 50, a najdłuższy ma 176 słów.
Gramoty po odnalezieniu są numerowane. I tak, jeżeli:
- podczas jednego sezonu wykopalisk archeologicznych (sezon oznaczany jest dużymi literami alfabetu rosyjskiego) odkryto dwa i więcej fragmentów tej samej gramowy, to całość otrzymuje jeden numer,
- cały tekst skompilowano w wyniku kilku sezonów, to taka gramota ma podwójny numer, przy czym składa się on z numerów ułożonych w kolejności czytywania tekstu, a nie w kolejności odnalezienia dokumentu (np. 259/265 lub 877/572),
- tekst gramoty został spisany na kilku płatach kory brzozowej, to przy numerze dodaje się oznaczenie literowe (np. 736a i 736b).

Zbiór gramot spisanych tym samym charakterem pisma nazywany jest blokiem, który ma oznaczenie za pomocą znaku + (np. blok Nr 18+122+129).

## Datowanie gramot

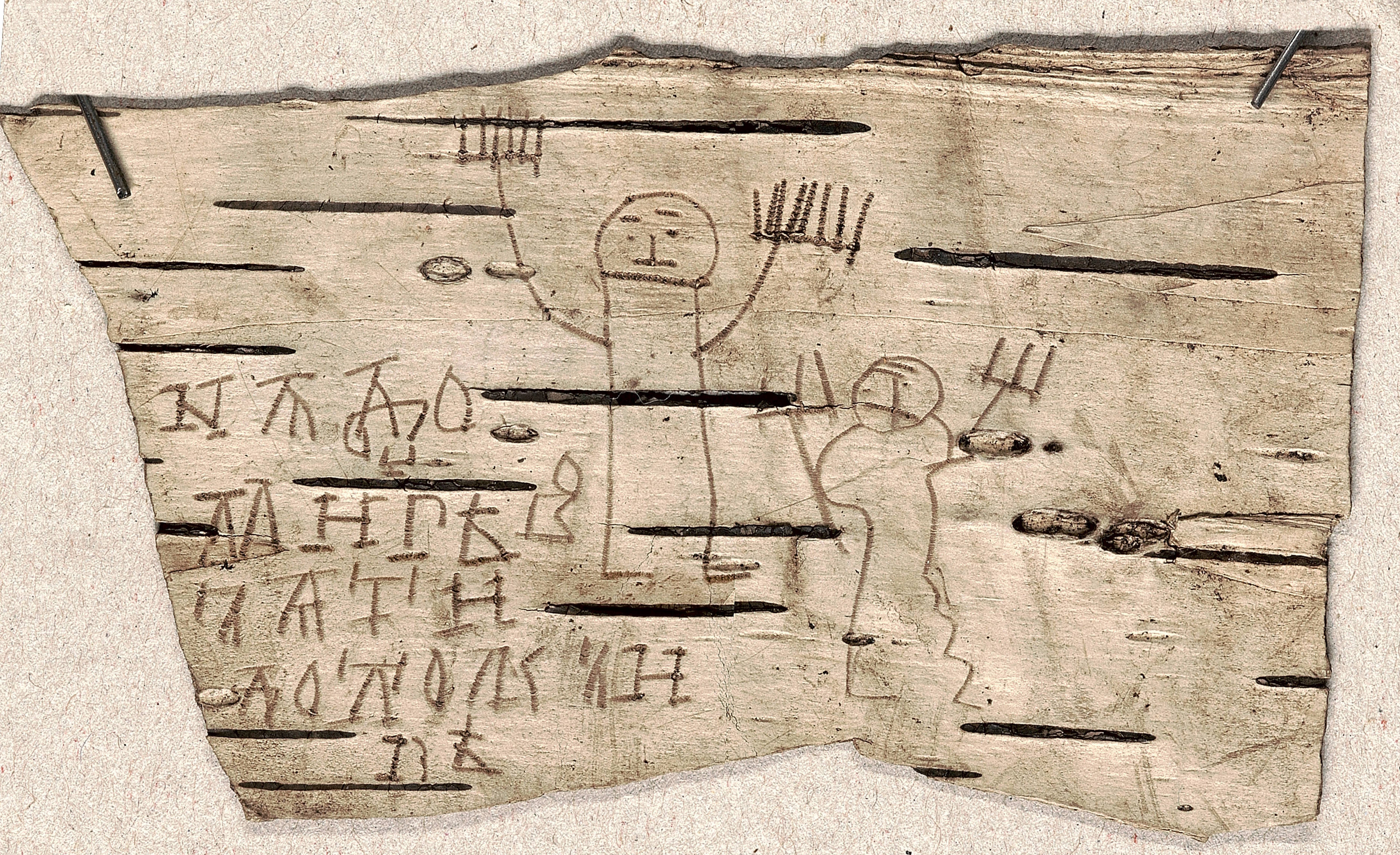
List na brzozowej korze numer 202, zawierający lekcję kaligrafii i rysunki chłopca o imieniu Onfim. Na podstawie charakteru pisma naukowcy ustalili wiek dziecka na 6–7 lat.

Zbiór odkrytych gramot datowany jest na okres XI–XV wieku.
Dokumenty na brzozowej korze są datowane przede wszystkim metodą stratygraficzną – podstawą badania jest warstwa ziemi, w którym znaleziono gramotę. Metoda ta może zawodzić, jeżeli istnieje sytuacja, gdy gramota zmieniała swoje położenie z różnych względów, np. trafiła do głębszej lub płytszej warstwy wskutek przemieszczania się wód gruntowych lub innych powodów. Pomocniczą metodą datowania jest dendrochronologia, tj. datę ustala się na podstawie czasu ścięcia drzewa, którego użyto do budowania nawierzchni ulic i budynków. Najbardziej korzystną przy datowaniu gramoty sytuacją jest znalezienie jej pomiędzy dwoma warstwami nawierzchni, których data została ustalona. W takich przypadkach daje się określić datę z dokładnością do 10–15 lat. Odpowiednio: im dalej od nawierzchni znaleziono dokument, tym mniej dokładna jest data jego powstania (do 60 lat). Innym problemem podczas ustalania daty zabytku jest sytuacja, gdy gramota była przechowywana w domowym archiwum i została wyrzucona lub celowo zniszczona znacznie później. To są rzadkie wypadki i z punktu widzenia badaczy nieznaczące. Wskutek zgromadzenia pokaźnego materiału badawczego, do datowania gramot wykorzystuje się metodę paleograficzną (w tym prócz pisma bada się także instrumenty użyte do pisania), analizę językową oraz onomastykę.

## Treść dokumentów
Największą grupę gramot stanowią prywatne listy poświęcone różnym tematom: sprawom rodzinnym, prowadzeniu domu, sprawom finansowym i handlowym. Do listów zakwalifikowane zostały też gramoty z XIV–XV wieku, stanowiące prośby chłopów do pana. Druga pod względem ilości grupa to różnego rodzaju rejestry, np. spisy dłużników lub towarów. Trzecią, około dwudziestu gramot, stanowią etykiety z imieniem właściciela, których przeznaczenie nie zostało do końca ustalone. Treść dokumentów ma zazwyczaj lakoniczny charakter, zawiera najważniejszą informację bez żadnego kontekstu, co utrudnia niekiedy interpretację, niemniej zabytki spoza najliczniejszych grup można podzielić na kilka kategorii:
- oficjalne akta (w tym ich brudnopisy): testamenty, pokwitowania, akta kupna, protokoły z posiedzeń sądowych,
- notatki szkolne i pomoce w nauce pisania, składania, także ćwiczenia i bazgroły,
- teksty cerkiewne i religijne: modlitwy, listy zmarłych, zamówienia na ikony, przypowieści, pouczenia, zaklęcia,
- teksty literackie i folklorystyczne: fragmenty wypracowań, zagadki, żarty, zaklinania[20].

## Gramoty jako źródło historyczne

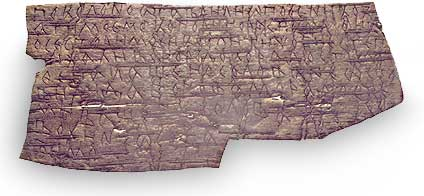
Gramota nr 497 (druga połowa XIV wieku). Gawriła Postnia zaprasza swojego zięcia Grigorija i Ulitę w gości do Nowogrodu Wielkiego.

Dokumenty są zarówno źródłami archeologicznymi, jak i historycznymi: miejsce ich znalezienia jest równie ważne jak ich treść. Niekiedy dzięki gramotom można nazwać miejsce wykopalisk archeologicznych: dwór nieznanego mieszkańca Nowogrodu Wielkiego został zidentyfikowany jako posiadłość dwunastowiecznego malarza Olisieja Grieczina, któremu przypisuje się autorstwo nowogrodzkiej wersji Acheiropoietosu. Na podstawie tekstu można odtworzyć wygląd budynku. Wymieniane w gramotach imiona książąt, feudałów, kupców, urzędników, wzmianki o pieniądzach, nazwy geograficzne pomagają naukowcom odtworzyć historię danego miejsca, społeczeństwa, gospodarki, stosunków politycznych.
Dzięki dokumentom stworzone zostało drzewo genealogiczne rodów bojarskich Republiki Nowogrodzkiej, tym zagadnieniem zajmował się Walentin Janin. Aleksiej Gippius na podstawie porównania treści nowogrodzkich kronik i gramot określił polityczną rolę niektórych postaci historycznych, na przykład, Piotra-Pietroka Michałkowicza, przedstawiciela nowogrodzkiej bojarskiej oligarchii XII wieku.
Z dokumentów na korze można dowiedzieć się o dzierżawach ziemi, kontaktach ekonomicznych Nowogrodu Wielkiego ze Pskowem, Moskwą okresu władzy bojara Kuczki , Połockiem, Suzdalem, Kijowem a nawet z ziemią obdorską na Syberii. Prośby chłopów, akta kupna, testamenty z XIV–XV wieku wzbogacają wiedzę o rozwoju ustroju feudalnego, biurokracji sądowej, rzemieślnictwie, konfliktach wojennych i zewnętrznej polityce Nowogrodu Wielkiego. Gramoty podają szczegóły życia codziennego i polityki, których nie sposób szukać w dokumentach oficjalnych i kronikach.
Dokumenty na korze brzozy zawierają szereg wiadomości o historii cerkwi. Gramoty potwierdziły hipotezy o czasie powstania niektórych elementów liturgii. Kilka z nich zawiera informacje o stosunkach między duchowieństwem a wiernymi. Dokument z trzeciej ćwierci XI wieku zawiera wzmiankę o świętych Borysie i Glebie, kanonizowanych w 1071 roku.
Gramotami interesują się badacze życia codziennego dawnej Rusi. Są one potwierdzeniem tezy o wysokim odsetku ludzi piśmiennych. Zarówno mężczyźni, jak i kobiety z niższych warstw społecznych od dzieciństwa uczyli się czytać i pisać. Listy pisali sami, jednak istniała również profesja skryby, który jednocześnie pełnił funkcję gońca. Rodzinna korespondencja mieszkańców Nowogrodu Wielkiego świadczy o wysokiej pozycji kobiety, która mogła wysyłać mężowi polecenia i samodzielnie zarządzać finansami. Dokumenty są źródłem informacji na temat odżywiania, ubioru, stosunków międzyludzkich, gościnności, przyjaźni, miłości, na przykład, dwunastowieczna gramota nr 752 jest listem miłosnym nowogrodzkiej dziewczyny.

## Język dokumentów

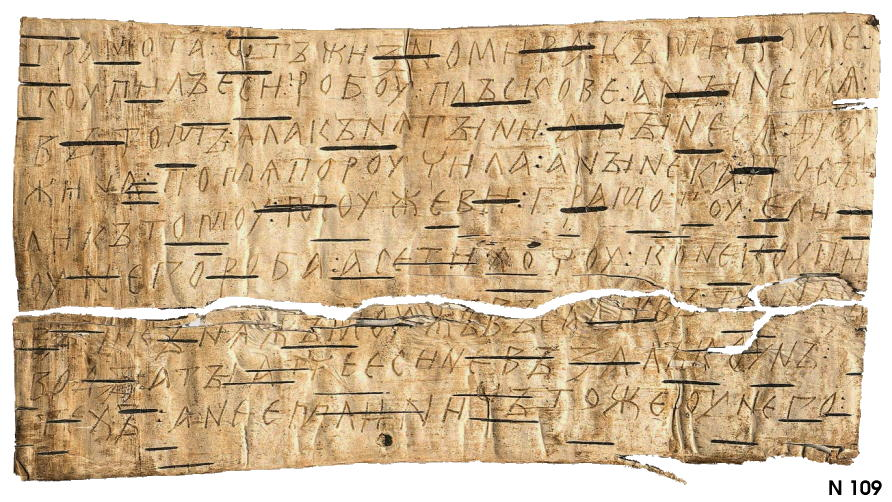
Gramota nr 109. List Żyznomira do Mikuły.

Tekst większości dokumentów znalezionych na terytorium średniowiecznej Republiki Nowogrodzkiej, napisany jest w dialekcie staronowogrodzkim, który odróżniał się od języka staroruskiego fonetyką, morfologią, częściowo leksyką. Poniekąd do dialektu nowogrodzkiego można włączyć dialekt staropskowski, który posiadał jednak szereg własnych cech fonetycznych. Lingwiści wiedzieli o istnieniu tych dwóch dialektów z fragmentów, wstawianych niekiedy do tekstów, pisanych w językach oficjalnych Nowogrodu Wielkiego – staro-cerkiewno-słowiańskim i staroruskim. Na podstawie dokumentów na korze brzozy można prześledzić stopniowe oddziaływanie na siebie dialektów i języków oficjalnych.
Wszystkie gramoty były pisane przy pomocy systemu graficznego dostosowanego do potrzeb użytkowych. Polegał on na tym, że stałe pary dźwięków mogły występować wymiennie, na przykład ъ–о oraz ь–е. Słowo конь (koń) mogło być zapisane jako къне. Przed znalezieniem gramot na korze brzozowej podobna pisownia była spotykana bardzo rzadko w tekstach kodeksów i dokumentów pergaminowych.
Mimo że ilość odkrytych dokumentów była już pod koniec XX wieku pokaźna, a naukowcy posiadali spore doświadczenie w zakresie badań ich słownictwa, gramatyki, ortografii i paleografii, oboczności w tekście były traktowane przez nich jako błędy słabo wykształconych skrybów i cudzoziemców. Takie podejście powodowało niewłaściwe odczytywanie niezrozumiałych wyrażeń. W latach osiemdziesiątych Andriej Zalizniak, autor monografii poświęconych językowi dokumentów na korze, udowodnił, że gramoty zawierają systematyczną gramatykę i ortografię. Większość dokumentów napisano bezbłędnie, w tezaurusie Zalizniaka literówki i jawne błędy spotykane są raz na 75 słów. Istnieją tylko kilka tekstów, które zawierają odstępstwa od reguły: występują w nich na zmianę spółgłoski dźwięczne i bezdźwięczne. Ta cecha jest charakterystyczna dla grupy języków bałtycko-fińskich (np. fiński i estoński), choć równie prawdopodobnie może to być język słowiański z substratem fińskim. Skutkiem badań Zalizniaka było przewartościowanie wszystkich dotychczasowych poglądów na temat języka gramot. Współcześnie przy odczytywaniu tekstów bierze się pod uwagę wiadomości, dotyczące dialektu nowogrodzkiego i ortografii użytkowej.
Dokumenty na korze brzozy dostarczają informacji o ewolucji języka ruskiego. Dzięki nim można prześledzić chronologię i zasięg niektórych zjawisk językowych, na przykład, redukcja głosek, zanik miękkości spółgłosek szumiących, ewolucję kategorii rzeczowników ożywionych, etymologię i czas pojawienia się niektórych słów. W gramotach naukowcy odkryli wiele słów niespotykanych dotąd w żadnym dokumencie średniowiecznym. Należą one do słownictwa użytkowego i praktycznie nie mogły trafić do średniowiecznych tekstów literackich. Leksyka do użytku codziennego dokumentów na korze brzozowej uzupełnia luki w słownikach języka staroruskiego. Język pisany gramoty bezpośrednio odzwierciedla żywą mowę Rusi i nie zawiera śladów celowego wygładzania stylu, morfologii i syntaktyki.
Przykładem języka potocznego jest datowana na około rok 1100 gramota nr 109. Jest to list Żyznomira do Mikuły o zakupie ukradzionej niewolnicy. Najprawdopodobniej autor tego tekstu nie pochodził z Nowogrodu, ponieważ w tekście pojawiają się niecharakterystyczne dla dialektu nowogrodzkiego jery twarde ъ (nie ma natomiast miękkich) użyte w roli zarówno etymologicznego ъ, czytanego jako krótkie о, jak również w roli jera miękkiego ь, czytanego jako krótkie е, na przykład, słowa Плъскове, чъто zapisane są zamiast ПльсковѢ, чьто, a w miejsce Ѣ na końcu wyrazu pierwszego występuje е. W odcyfrowanym tekście wygląda to następująco:

Грамота отъ Жизномира къ Микоуле. Коупилъ еси робоу Плъскове, а ныне мя въ томъ яла кънягыни. А ныне ся дроужина по мя пороучила. А ныне ка посъли къ томоу моужеви грамотоу, ели оу него роба. А се ти хочоу коне коупивъ, и княжъ моужъ всадивъ, та на съводы. А ты атче еси не възалъ коунъ техъ, а не емли ничъто же оу него.

Dokumenty na brzozowej korze, niepochodzące z Nowogrodu Wielkiego, dostarczają informacji do analizowania dawnych gwar i dialektów, jednak ich ilość nie pozwala na razie na pełne badania lingwistyczne. Wśród zasobu odkrytych w Nowogrodzie Wielkim gramot istnieją dokumenty nie tylko w dialekcie staronowogrodzkim, lecz również pisane po łacinie, grecku, niemiecku i karelsku – dokument nr 292, zawierający zaklęcie przeciw błyskawicy . W Smoleńsku znaleziono gramotę pisaną runami skandynawskimi . Szereg dokumentów jest zapisanych po staro-cerkiewno-słowiańsku. Gramoty w językach zachodnich są źródłami historycznymi dla badaczy stosunków międzynarodowych Nowogrodu Wielkiego i Smoleńska. Jeden z dokumentów zawiera podręczny rusko-karelski słownik zwrotów użytecznych dla poborcy podatkowego.

## Wulgarne słownictwo w dokumentach na korze brzozowej

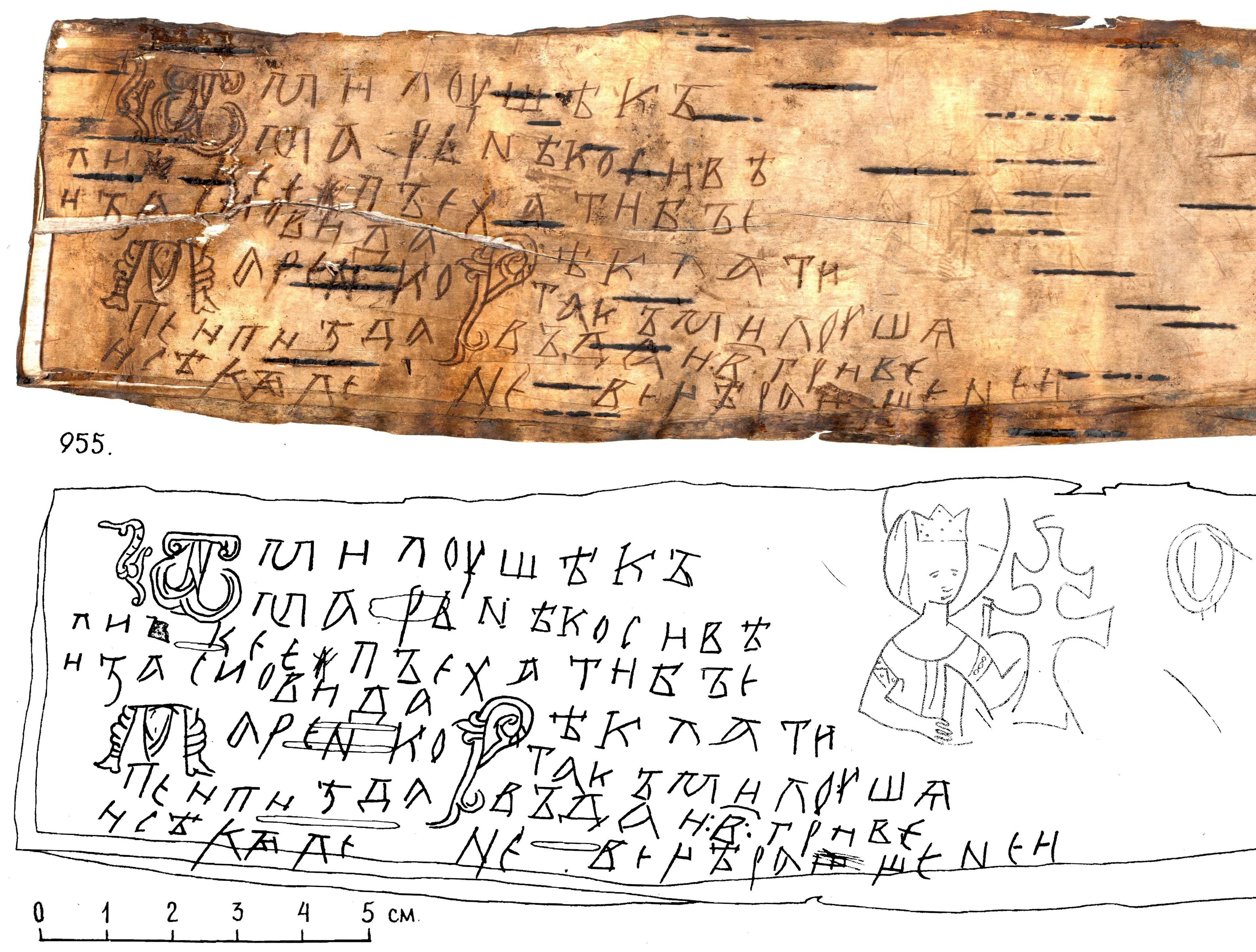
Dokument nr 955. Wulgarne dopiski w lewym dolnym rogu.

Do 2005 roku odkryto cztery gramoty, zawierające w tekście wulgarne słownictwo:
1. Nowogrodzki dokument nr 330, odkryty pod koniec lat pięćdziesiątych, jest trzynastowieczną rymowanką. Tekst „dupa jebie drugą dupę, zadarłszy kieckę” charakteryzuje się wulgarnością sformułowań i absurdalnością sytuacji[51];
2. Dwunastowieczna gramota, znaleziona w Starej Russie, nr St.R. 35 zawiera prośbę o odebranie pieniędzy od kupca. Na końcu notatki dopisano innym pismem zwrot ѧковебратеебилежѧ, co po przetłumaczeniu znaczy „Jakubie, bracie, jeb się na leżąco”. Sens dopisku jest interpretowany jako rada dla Jakuba, żeby nie wymądrzał się i był jak wszyscy. Niżej pod adresem Jakuba użyto następnych dwóch wyszukanych wulgaryzmów: ебехота i аесова, co znaczy „lubieżny” i „wsuwający jaja”[52]. Według jednej z wersji Jakub–Radosław wysłał prośbę do brata Chociesława, który na tej samej gramocie dał odpowiedź. Według innej interpretacji, autorem dokumentu jest Jakub–Chociesław, a Radosław, po przedyktowaniu posłania skrybie, osobiście, dla żartu, dopisał pozdrowienie dla brata. Za drugą wersją przemawia podobieństwo w brzmieniu ебехота–аесова i imienia Jakub–Chociesław[53].
3. Znaleziona w 2005 roku gramota nr 955, datowana na XII wiek, jest listem swatki Miłuszy do Mareny – kobiety z wysoko postawionej rodziny średniowiecznego Nowogrodu Wielkiego. Miłusza pisze, że nastała pora dla Długiego Warkocza, prawdopodobnie córki Mareny, wyjść za mąż za Snowida. Na końcu dodaje: пеи пизда и сѣкыль, co tłumaczy się jako „niech piją pizda i łono”. Wbrew opiniom mediów, zwrot nie jest obelgą w stosunku do Mareny; teksty o podobnym znaczeniu są często spotykane w ludowych czastuszkach weselnych, toteż użyty w dokumencie zwrot można uznać za wyraz pragnienia swatki, by jak najszybciej zorganizować wesele[54].
4. Dokument nr 531 z początku XIII wieku znaleziony został w Nowogrodzie Wielkim. Tekst gramoty zapisany jest z obu stron płatu kory brzozowej i zawiera prośbę niejakiej Anny do brata o sprawiedliwość dla siebie i swojej córki. Kobieta skarży się bratu, że niejaki Kosniatyn oskarżył ją o nadużycia, prawdopodobnie finansowe, i nazwał ją kurwą, a jej córkę dziwką: назовало еси сьтроу коровою и доцере блядею[55] [56]. Anna popełniła w liście kilka literówek, między innymi w słowach коуровою, napisawszy je bez litery у i сьстроу, pominąwszy literę с. Literówki w tekście świadczą o autografie dokumentu i emocjonalnym podnieceniu autorki w momencie pisania listu. Słowo блядь pochodzi od блуд – cudzołóstwo[57]. W średniowieczu nie było uważane za wulgarne; można je było napotkać w tekstach religijnych. Znaczyło, z neutralnego punktu widzenia, tyle co prostytutka i kobieta upadła, jednak publiczne nazwanie kobiety zamężnej dziwką według prawa ruskiego było przestępstwem i obrazą godności osobistej. W Ruskiej Prawdzie, najstarszym zbiorze praw Rusi Kijowskiej, wymienione zostały kary dla oszczercy[58]:

A jeżeli kto cudzą żonę nazwie dziwką, a będzie to bojarska żona [z] wielkich bojarów, za wstyd [zapłaci] jej 5 grzywien złota, a metropolicie [zapłaci] 5 grzywien złota, a kniaź [go] skaże na śmierć; i [jeżeli] [żona] będzie [z] mniejszych bojar, za wstyd [zapłaci] jej 3 grzywny złota, a metropolicie [zapłaci] 3 grzywny złota, a jeżeli [żona] będzie [z] miejskich ludzi, za sromotę [zapłaci] jej 3 grzywny srebra lub rubel, a metropolicie [zapłaci] tyleż; a wiejskiej żonie [za wstyd zapłaci] 60 rezań, a metropolicie 3 grzywny.

## Publikowanie gramot

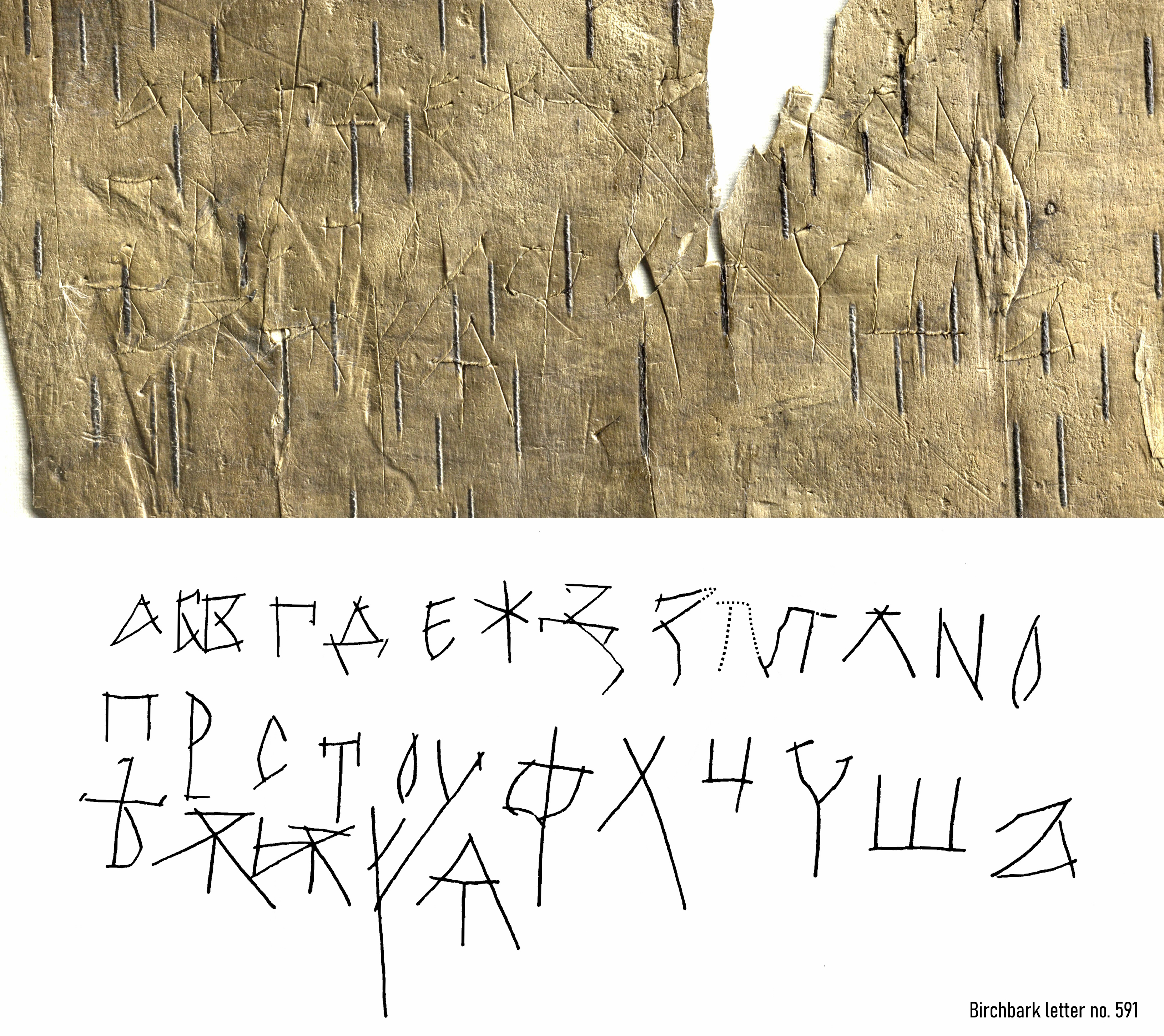
Dokument nr 591, datowany na lata 1025–1050: alfabet pisany cyrylicą. Na dole przerysowano litery.

Podstawową publikacją z obszernym aparatem krytycznym dla gramot jest seria Новгородские грамоты на бересте из раскопок…, ukazująca się od 1953 roku. Dotychczas ukazało się dwanaście tomów, które zawierają teksty dziewięciuset piętnastu gramot nowogrodzkich, dokumentów ze Starej Russy i Torżka, a także nowogrodzkie teksty pisane na drewnianych tabliczkach – przeważnie z informacją o dłużnikach, i pieczęciach cylindrycznych, tabliczkach woskowych, staroruskich graffiti oraz nowogrodzkich dokumentach ołowianych. Teksty na wszystkich tych nośnikach wykazują podobieństwo językowe i reprezentują ten sam typ piśmiennictwa. Przed wydaniem w serii każda nowo odkryta gramota jest wydawana i omawiana w periodyku naukowym Вопросы языкознания.
Od roku 2006 zdjęcia, odpisy, tłumaczenia większości gramot oraz bibliografia do nich zostały zdigitalizowane . W 2007 roku powstała baza elektroniczna Древнерусские берестяные грамоты gramoty.ru, zawierająca informacje o numerze, miejscu znalezienia i stopniu czytelności tekstu gramoty, wskazująca tom serii Новгородские грамоты на бересте из раскопок…, w którym została opublikowana, typ dokumentu, ponadto większość rekordów opatrzona została w zdjęcie zabytku, tekst w formie online wraz z dzieleniem go na wyrazy i często z tłumaczeniem na współczesny język rosyjski i angielski. W 2017 roku baza została zmodernizowana pod kątem graficznym i użytkowym i zaktualizowana o poprawki tekstowe, które nastąpiły wskutek postępujących badań językowych.

## Piśmiennictwo na korze brzozowej w innych kulturach
Dokumenty na brzozowej korze były znane ludności szeregu kultur, m.in. Rusinom i Finom. Odnaleziono także buddyjskie teksty w języku gāndhārī, sporządzone na korze brzozy, zamknięte w glinianych słojach. Mimo że ten typ piśmiennictwa był wykorzystywany w różnych kulturach, termin „gramoty na brzozowej” korze jest charakterystyczny jedynie dla ziem ruskich, ponieważ były znane na obszarach, których zasięg określają od północy miasto Nowogród Wielki, od zachodu – Psków, od południa – Mścisław i od wschodu – Niżny Nowogród.
Kora brzozy była wykorzystywana jako materiał piśmienniczy w mezolicie i neolicie. W Indiach przed naszą erą używano do pisania, obok kory, cienkich włókien drzew. W Bajram-Ali odnaleziono pisane na korze brzozowej teksty buddyjskie w sanskrycie. Arcichowski pisał:

Podobne materiały [kora brzozowa] od zarania dziejów były wykorzystywane do pisania [...] Według Herodiana i Kasjusza Diona nawet cesarze Domicjan i Kommodus posiadali notatniki z tego tworzywa; Pliniusz Starszy i Ulpian Domicjusz wspominają, że do pisania wykorzystywano także korę innych drzew. W języku łacińskim na określenie książki i łyka używano jednego słowa – liber.

Wzmianki o pisaniu na korze brzozy można odnaleźć w indiańskich podaniach o Hiawacie. W Tallinnie znajduje się gramota z 1570 roku pisana po niemiecku, w Szwecji – z XV wieku. Na terytorium Tuwy znaleziono tybetański dokument na korze brzozowej.

### Gramoty
- Грамота №109. gramoty.ru. [dostęp 2024-09-16]. (ros.).
- Грамота №155. gramoty.ru. [dostęp 2024-09-16]. (ros.).
- Грамота №202. gramoty.ru. [dostęp 2024-09-16]. (ros.).
- Грамота №292. gramoty.ru. [dostęp 2024-09-16]. (ros.).
- Грамота №497. gramoty.ru. [dostęp 2024-09-16]. (ros.).
- Грамота №531. gramoty.ru. [dostęp 2024-09-16]. (ros.).
- Грамота №591. gramoty.ru. [dostęp 2024-09-16]. (ros.).
- Грамота №955. gramoty.ru. [dostęp 2024-09-16]. (ros.).
- Грамота № Смол. 11. gramoty.ru. [dostęp 2024-09-16]. (ros.).